# 죽도 (여수시)
죽도(竹島)는 전라남도 여수시 화양면에 있는 섬이다. 특정도서로 지정하여 관리되고 있다.

## 특정도서
죽도에는 백로류 집단번식지(둥지 1,000여개)가 있어 「독도 등 도서지역의 생태계보전에 관한 특별법」에 의거 특정도서로 지정되었다.
- 지정번호 : 제147호
- 면적 : 12,298m2
- 지번 : 전라남도 여수시 화양면 용주리 산243